# Droga Krzyżowa

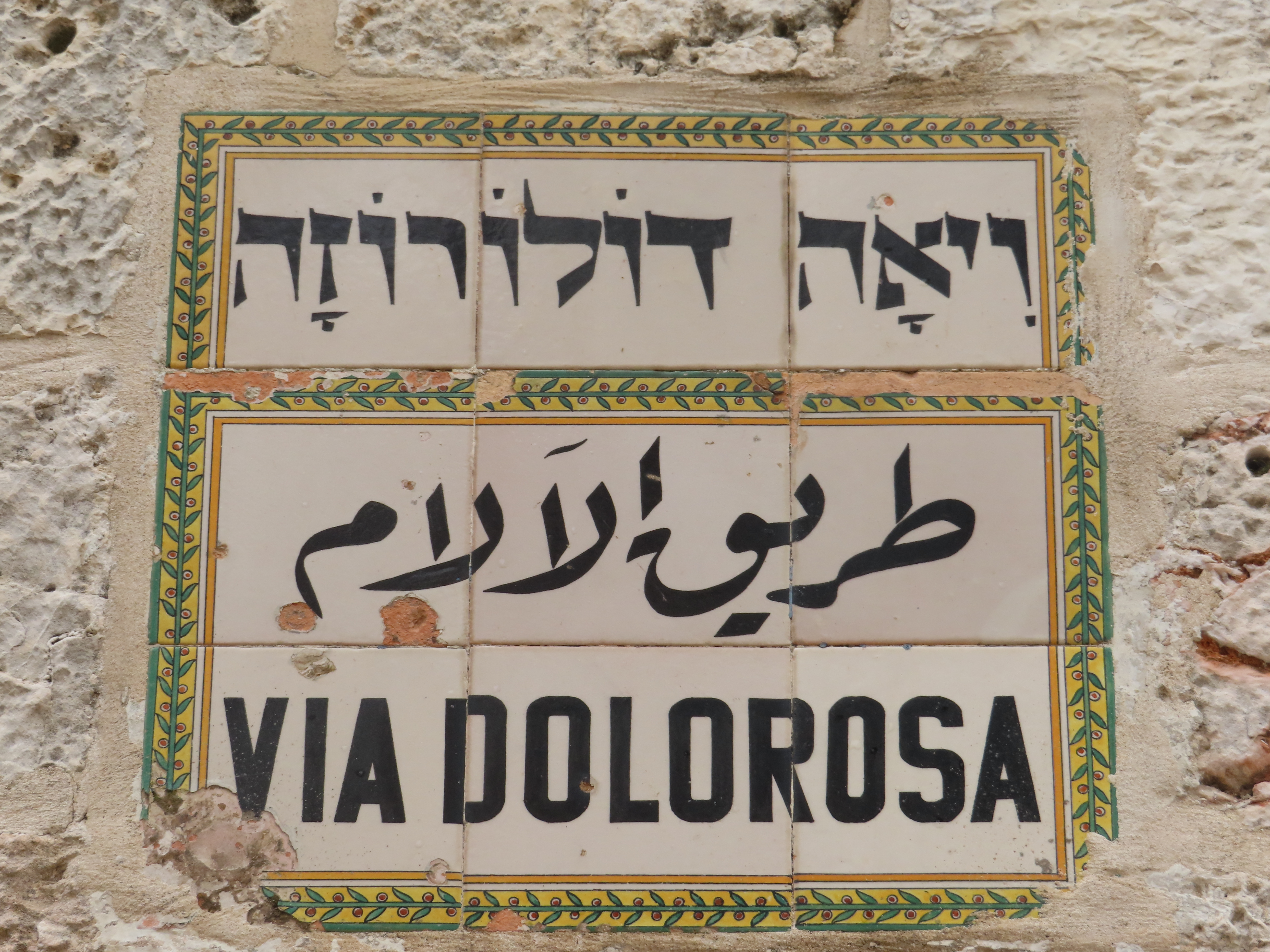

Droga Krzyżowa, także: Via Dolorosa (łac. droga cierpienia), Via Crucis (łac. droga krzyżowa) – droga prowadząca poprzez Stare Miasto Jerozolimy, od medresy Omara (Al-Omarijja) do bazyliki Grobu Świętego, którą prawdopodobnie przemierzył Jezus Chrystus niosąc krzyż na Golgotę, a na której w każdy piątek odprawiane jest nabożeństwo drogi krzyżowej.

## Przebieg Drogi Krzyżowej

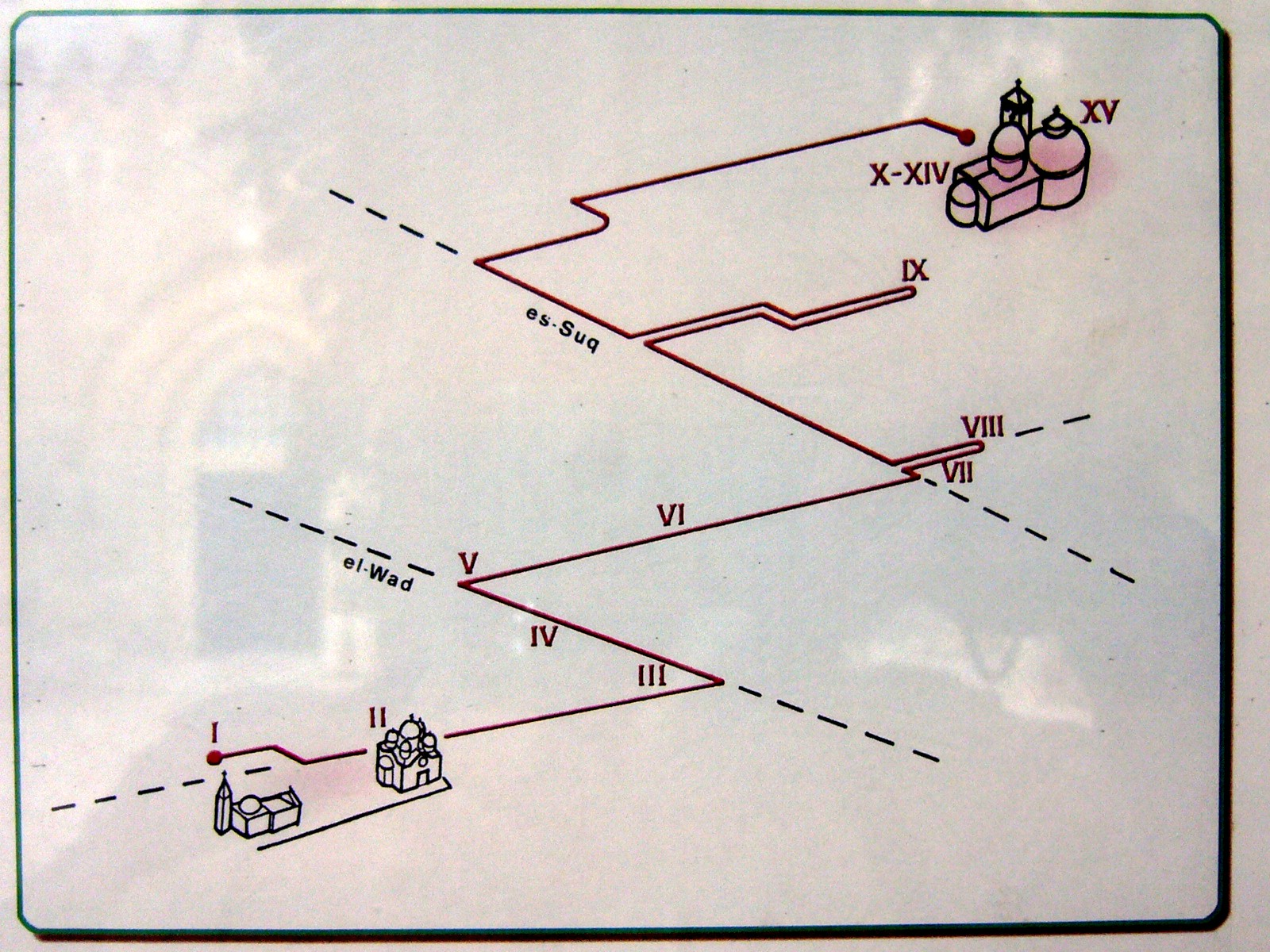
Mapa Drogi Krzyżowej w Jerozolimie

Odległość od drugiej stacji do Golgoty wynosi około 1500 kroków (600–650 metrów), które Jezus Chrystus musiał przejść niosąc krzyż na ramionach. Krzyż łaciński (łac. crux immisa) w całości ważył ponad 130 kg, natomiast jeżeli Jezus niósł jedynie poprzeczną belkę krzyża (łac. patibullum) to jej waga wynosiła ok. 34–57 kg, rozpiętość 1,5–1,8 m.
Pochód, w którym szedł Chrystus w dniu 15 nisan, niosąc krzyż na ramionach na Golgotę, a za nim przez pewną część drogi Szymon z Cyreny, pomagając mu dźwigać krzyż, eskortowany był przez rzymską straż, prowadzoną przez centuriona, a jeden z żołnierzy niósł tabliczkę (łac. titulus) z wypisanym imieniem i wyrokiem skazanego. Tekst z tabliczki, przygotowanej dla Jezusa na polecenie Poncjusza Piłata po hebrajsku, łacinie i aramejsku, brzmiał „Jezus Nazarejczyk, Król Żydowski” (łac. Iesus Nazarenus Rex Iudaeorum). Za Jezusem szli dwaj skazani na śmierć krzyżową, następnie wielu zwykłych ludzi płaczących za nim oraz najprawdopodobniej arcykapłani, faryzeusze i uczeni w Piśmie, chcący dopilnować wykonania wyroku.
Patrząc zgodnie z biblijną topografią Jerozolimy w 33 roku I i II stacja mieściła się poza murami na terenie twierdzy Antonia, III–VI na ulicach Jerozolimy, VII–IX w kamiennej fosie pod drugim murem Jerozolimy, X–XIII na kamiennym wzgórzu Golgoty, a XIV w położonej w niedalekiej odległości ogrodzie z nekropolią. Współcześnie Droga Krzyżowa w większości znajduje się w Dzielnicy Muzułmańskiej, a jej końcowe stacje w Dzielnicy Chrześcijańskiej.

### I stacja
Pierwsza stacja Drogi Krzyżowej (Tutaj Pan Jezus na śmierć skazany) upamiętnia sąd Poncjusza Piłata nad Jezusem, który odbył się górnym dziedzińcu twierdzy Antonia, zwanym Litostratos (hebr. Gabbatha). Pomimo że Piłat nie znalazł w Nim winy, to na żądanie arcykapłanów i podburzonego przez nich tłumu, po umyciu rąk na znak swojej osobistej niezgody, wydał wyrok śmierci.
Stacja ta zlokalizowana jest na dziedzińcu dawnych koszar tureckich, a obecnie medresy Omara. W tym miejscu tradycja lokalizuje twierdzę Antonia i pretorium Poncjusza Piłata. Do trzęsienia ziemi w dniu 11 lipca 1927 roku na tym terenie znajdowały się pozostałości średniowiecznej kaplicy pogrzebowej, która jest określana również mianem kaplicy Cierniem Ukoronowania. Litostratos, na którym odbył się sąd, znajduje się obecnie poniżej aktualnego poziomu ulicy. Kaplicą dla pierwszej stacji jest kościół Skazania, znajdujący się po przeciwnej stronie Via Dolorosa na terenie klasztoru Ubiczowania.

### II stacja
Druga stacja Drogi Krzyżowej (Tutaj Pan Jezus bierze krzyż na swoje ramiona) upamiętnia moment wzięcia krzyża na ramiona przez Jezusa i rozpoczyna właściwą drogę krzyżową.
Stacja ta zlokalizowana jest bezpośrednio na Via Dolorosa, na zewnętrznej ścianie kościoła Skazania przed łukiem Ecce Homo, który tradycyjnie uważany jest za bramę do twierdzy Antonia. Kaplicą dla drugiej stacji również jest kościół Skazania, który w związku z tym określany jest jako kościół Skazania i Nałożenia Krzyża.

### III stacja
Trzecia stacja Drogi Krzyżowej (Tutaj Pan Jezus pierwszy raz upada pod krzyżem) upamiętnia upadek Jezusa podczas wejścia do Doliny Tyropeonu. Chrystus, po biczowaniu i koronowaniu cierniem, miał obrażenia, w wyniku których znajdował się na pograniczu wstrząsu, co w połączeniu z niesionym ciężarem i trudnym terenem doprowadziło do wyczerpania sił fizycznych i bolesnego upadku.
Stacja ta zlokalizowana jest na Via Dolorosa, za skrzyżowaniem z ulicą Al-Wad, w miejscu wyznaczonym przez dwa fragmenty złamanej kolumny. Kaplica trzeciej stacji, pochodząca z XIX wieku, została wyremontowana w latach 1947–1948 przez żołnierzy polskich, dzięki staraniom księdza Stefana Pietruszki–Jabłonowskiego, kapelana Polskich Sił Zbrojnych, późniejszego pierwszego rektora Polskiej Misji w Ziemi Świętej. Pod polskim zarządem kaplica znajdowała się do 2000 roku, a obecnie jest własnością Kościoła katolickiego obrządku ormiańskiego. Nad drzwiami do kaplicy znajduje się rzeźba przedstawiająca upadek Jezusa autorstwa Angelo Minghettiego.

### IV stacja
Czwarta stacja Drogi Krzyżowej (Tutaj Pan Jezus spotyka Matkę swoją) upamiętnia spotkanie Jezusa z Jego Matką. Maria prawdopodobnie przybyła do Jerozolimy na święto Paschy, aby spotkać tam Syna i spotkała go w milczeniu na Jego ostatniej drodze.
Stacja ta zlokalizowana jest obok trzeciej, wyznaczona przez bramę prowadzącą na dziedziniec kompleksu kościoła katolickiego obrządku ormiańskiego, nad którą znajduje się płaskorzeźba w piaskowcu autorstwa Tadeusza Zielińskiego, przedstawiająca Jezusa i Matkę Jego. Kaplica dla czwartej stacji jest ulokowana w krypcie kościoła Matki Bożej Bolesnej, na której podłodze znajduje się mozaika z obrazem dwóch sandałów, która zgodnie z tradycją przedstawia miejsce, w którym Maria z Nazaretu stała, obserwując ostatnią drogę Syna. Pierwsza wzmianka o kościele w tym miejscu pochodzi z VI wieku, natomiast informacje o kaplicy Omdlenia Matki Boskiej dopiero z XIII–XIV wieku. Kaplica ta również została odnowiona staraniem żołnierzy polskich oraz ks. Stefana Pietruszki–Jabłonowskiego. Pod polskim zarządem kaplica znajdowała się do 2000 roku, a obecnie jest własnością Kościoła katolickiego obrządku ormiańskiego.

### V stacja
Piąta stacja Drogi Krzyżowej (Tutaj Szymon z Cyreny pomaga nieść krzyż Panu Jezusowi) upamiętnia moment, w którym do pomocy Chrystusowi zostaje zmuszony, wracający z pola, przypadkowy przechodzień, Szymon z Cyreny. Pomimo że prawo nie przewidywało pomocy skazańcom, to kiedy żołnierze obawiali się, że prowadzony na śmierć nie będzie w stanie samodzielnie dojść do miejsca kaźni, brali kogoś z przechodniów do pomocy. Szymon z Cyreny niósł krzyż na stromej drodze, idąc za Chrystusem.
Stacja ta zlokalizowana jest na początku podejścia z Doliny Tyropeonu i wyznaczona na ścianie domu, który od XV–XVI wieku wskazywany jest jako miejsce domu Szymona Faryzeusza, a wyznacza ją wmurowany w ścianę tego domu kamień. Wgłębienie w kamieniu zgodnie z tradycją pochodzi od uderzenia krzyża. Kaplica dla piątej stacji została zbudowana przez franciszkanów około 1850 roku w miejscu dawnego klasztoru Synów św. Franciszka.

### VI stacja
Szósta stacja Drogi Krzyżowej (Tutaj Święta Weronika ociera twarz Panu Jezusowi) upamiętnia otarcie twarzy Jezusa z krwi i potu chustą zdjętą z głowy przez kobietę imieniem Weronika, która stała przed swoim domem. W następstwie na chuście odcisnął się wizerunek twarzy Jezusa, który jest przechowywany obecnie w katedrze w Jaén.
Stacja ta zlokalizowana jest na ścianie domu, który stoi zgodnie z tradycją w miejscu domu św. Weroniki i wyznaczona jest przez ułamek kolumny wmurowanej w jego ścianę. Kaplica dla szóstej stacji zlokalizowana jest w krypcie domu zakonu Małych sióstr Jezusa.

### VII stacja
Siódma stacja Drogi Krzyżowej (Tutaj Pan Jezus po raz drugi upada pod krzyżem) upamiętnia drugi upadek Chrystusa, zgodnie z tradycją spowodowany przypadkowym popchnięciem w bramie w drugim murze Jerozolimy.
Stacja ta zlokalizowana jest na skrzyżowaniu Via Dolorosa i suku Khan ez-Zeit. W tym miejscu w okresie istnienia Aelia Capitolina krzyżowała się cardo Maximus, główna ulica, z jedną z poprzecznych ulic Decumanus. Zgodnie XIII-wiecznymi źródłami w tym miejscu znajdowała się brama w murach Jerozolimy zwana Bramą Sądu, ponieważ podawano w niej do publicznej wiadomości wyroki sądowe. Franciszkanie weszli w posiadanie tego miejsca w 1875 roku. Kaplica dla siódmej stacji została zbudowana przez członków tego zakonu w 1894 roku i znajduje się w niej wysoka kolumna z czerwonego kamienia (pozostałość tetrapylonu z okresu Aelia Capitolina).

### VIII stacja
Ósma stacja Drogi Krzyżowej (Tutaj Pan Jezus pociesza płaczące nad nim niewiasty) upamiętnia słowa wypowiedziane do nieznanych Mu niewiast, które płakały nad jego losem.
Stacja ta zlokalizowana jest za skrzyżowaniem z Khan ez-Zeit i wyznacza ją kamień, wmurowany w ścianę klasztoru prawosławnego, na którym zlokalizowany jest krzyż łaciński oraz grecki skrótowiec IC XC NI KA (I[HCOY]C X[PICTO]C NIKA), w tłumaczeniu na polski „Jezus Chrystus zwyciężył”.
Po tej stacji przebieg Drogi Krzyżowej zostaje przerwany przez zbudowany w drugiej połowie XIX wieku klasztor prawosławny św. Charałampiusza.

### IX stacja
Dziewiąta stacja Drogi Krzyżowej (Tutaj Pan Jezus po raz trzeci upada pod krzyżem) upamiętnia trzeci upadek Chrystusa, który nastąpił zgodnie z tradycją u podnóża Golgoty.
Stacja ta, pierwotnie zlokalizowana na dziedzińcu bazyliki Grobu Świętego, była wyznaczona przez znajdującą się tam płytę z wyrytym na niej krzyżem. Obecnie wskazuje ją trzon kolumny, wmurowanej w ścianę patriarchatu Koptyjskiego Kościoła Ortodoksyjnego.
Dalsza droga przebiega przejściem przez klasztor koptyjski.

### X stacja
Dziesiąta stacja Drogi Krzyżowej (Tutaj Pan Jezus z szat obnażony) upamiętnia moment zdjęcia, a dokładniej zerwania, z poranionego Chrystusa szat – tuniki tkanej z góry na dół oraz płaszcza. Chociaż zgodnie ze zwyczajami rzymskimi skazany na krzyż powinien być całkowicie nagi, to zgodnie z prawem żydowskim skazańców okrywano chustą na biodrach, zasłaniającą miejsca intymne.
Stacja zwykle lokalizowana jest u szczytu schodów prowadzących na Kalwarię, przed zamkniętym (od 1187) wejściem do kaplicy Franków, rzadziej w samej kaplicy. Kaplicą dla dziesiątej stacji jest kaplica Franków, która aktualnie została udostępniona wiernym po remoncie.

### XI stacja
Jedenasta stacja Drogi Krzyżowej (Tutaj Pan Jezus okrutnie do krzyża przybity) upamiętnia moment przybicia Chrystusa do krzyża.
O dziewiątej rano, w trzeciej godzinie męki, Jezus został najprawdopodobniej przybity najpierw dwoma gwoździami przez dłonie (lub też przez nadgarstki, zgodnie ze ówczesnymi poglądami nadgarstki były uważane za część dłoni), następnie poprzeczna belka (łac. patibullum) została podniesiona na przeznaczone do jej zamocowania miejsce na osadzonej na stałe pionowej belce (łac. stipes). Po umocowaniu za pomocą lin poprzecznej belki rzymscy żołnierze przybili stopy Jezusa do pionowej belki, zgodnie z wczesną ikonografią, za pomocą jednego lub dwóch gwoździ. Całun Turyński przedstawia obraz stóp Chrystusa, które zostały przybite jedna na drugiej. Z jego prawej i lewej strony ukrzyżowano dwóch przestępców skazanych za przestępstwa pospolite. Pod krzyżem stali Jego Matka, Jan Apostoł, Maria Magdalena oraz Maria Kleofasowa.
Stacja ta zlokalizowana jest w łacińskiej kaplicy Przybicia do Krzyża zlokalizowanej bezpośrednio na Kalwarii, której ołtarz jest kaplicą jedenastej stacji. Srebrny ołtarz, ofiarowany w 1588 roku przez Ferdynanda I Medyceusza, został wykonany we Florencji.

### XII stacja
Dwunasta stacja Drogi Krzyżowej (Tutaj Pan Jezus umiera na krzyżu) upamiętnia moment śmierci Chrystusa na krzyżu.
Jezus około godziny trzeciej po południu, w dziewiątej godzinie męki, po głośnym wypowiedzeniu słów „Ojcze, w Twoje ręce powierzam ducha mojego”, oddał ducha. Aby upewnić się, że umarł, przebito Mu włócznią prawy bok, z którego natychmiast wypłynęła krew i woda.
Stacja ta zlokalizowana jest w greckiej kaplicy Ukrzyżowania, znajdującej się bezpośrednio na Kalwarii, której ołtarz jest kaplicą dwunastej stacji. Miejsce osadzenia Krzyża znajduje się pod ołtarzem i jest oznaczone srebrnym dyskiem z otworem w jego centralnej części, przez który można dotknąć skały Golgoty. Dwie czarne płyty, znajdujące się w odległości około 1,6 m od miejsca osadzenia Krzyża Prawdziwego, wyznaczają miejsce osadzenia krzyży złoczyńców.

### XIII stacja
Trzynasta stacja Drogi Krzyżowej (Tutaj Pan Jezus z krzyża zdjęty) upamiętnia zdjęcie ciała Chrystusa (łac. Corpus Christi) z krzyża.
Józef z Arymatei udał się do Piłata i uzyskał zgodę na zdjęcie ciała z krzyża ze względu na zbliżające się święto Pesach.
Stacja ta zlokalizowana jest pomiędzy kaplicą Przybicia do Krzyża a kaplicą Ukrzyżowania. Kaplicą trzynastej stacji jest łaciński ołtarz Matki Boskiej Bolesnej, ofiarowany w 1778 roku przez Marię I, królową Portugalii. Jest to szesnastowieczna pozłacana drewniana figura, udekorowana drogimi kamieniami i ukoronowana złotą koroną.

### XIV stacja
Czternasta stacja Drogi Krzyżowej (Tutaj Pan Jezus do grobu złożony) upamiętnia złożenie do grobu ciała Chrystusa. Zgodnie z żydowskim prawem ciało musiało być pochowane tego samego dnia przed zachodem słońca, więc po przygotowaniu przez Józefa z Arymatei i Nikodema zostało złożone do nowego grobu w pobliskim ogrodzie. Następnego dnia grób, na prośbę arcykapłanów i faryzeuszy, z rozkazu Poncjusza Piłata, został zapieczętowany i wystawiono przy nim straże.
Stacja ta zlokalizowana jest w bazylice Grobu Świętego pod rotundą Anastasis w edykule Grobu, która składa się z przedsionka kaplicy Anioła oraz właściwej komory grobowej. Z grobu po zniszczeniach dokonanych w 1009 roku, z rozkazu kalifa fatymidzkiego Al-Hakima, pozostała jedynie podstawa, obecnie przykryta w 1555 roku przez Bonifacego z Raguzy płytą marmurową z pęknięciem. Aktualny kształt edykuły Grobu został nadany w 1810 roku w czasie odbudowy przez prawosławny patriarchat Jerozolimy po pożarze bazyliki w 1808 roku.

## Historia Drogi Krzyżowej
Zgodnie z apokryfami pierwszą osobą, która modliła się w miejscach, jakie przeszedł Jezus w drodze na Golgotę, była Jego Matka, wraz z apostołami Janem, Piotrem oraz Jakubem. Prawdopodobnie pierwszą wersję Drogi Krzyżowej po zakończeniu prześladowań chrześcijan w Cesarstwie Rzymskim wyznaczyła Święta Helena.
Najwcześniejsza wzmianka o Drodze Krzyżowej rozumianej jako przejście przez pielgrzyma drogi, jaką przeszedł Jezus na Golgotę, pochodzi z napisanego przed 1230 rokiem z francuskiego przewodnika Citez de Iherusalem, natomiast pierwszy jej opis został sporządzony przez domikanina z Florencji Ricoldusa de Monte-Crucis w 1288 roku i trasa wówczas prowadziła od domu Poncjusza Piłata z Litostratos do bazyliki Grobu Świętego poprzez następujące miejsca: spotkania niewiast jerozolimskich, omdlenia Marii z żalu, odpoczynku umęczonego Jezusa, spotkania Szymona z Cyreny, dawnego klasztoru franciszkańskiego oraz rozpoznania Krzyża Prawdziwego. W XIV wieku Droga Krzyżowa z powodu sytuacji politycznej odbywała się w nocy i pod przewodnictwem franciszkanów prowadziła w przeciwną stronę poprzez rozmaite miejsce tradycji chrześcijańskiej. W XV stuleciu do Drogi Krzyżowej włączone zostało miejsce spotkania ze świętą Weroniką, które od 1461 roku pozostaje niezmienione do dziś. William Wey, po pobycie w Jerozolimie w latach 1458 i 1462, był pierwszym, który użył słowa stacje dla określenia 12 świętych miejsc znajdujących się pomiędzy bazyliką Grobu Świętego a bramą Świętego Szczepana. Na początku XVI wieku kolejność stacji była następująca I – IV – VIII – III/V – VIII – VI – VII – XII – XIII – XIV, przy czym I stacja znajdowała się na dziedzińcu obecnego klasztoru Ubiczowania. Bonifacy z Raguzy opisał w 1573 roku, po raz pierwszy używając terminu Via Dolorosa, Drogę Krzyżową podczas liturgii Wielkiego Piątku, która zawierała tylko cztery stacje pośrednie: Omdlenia Marii, zmuszenia Szymona z Cyreny, domu Weroniki oraz upadku Jezusa na dziedzińcu bazyliki. Jeszcze w XVII wieku Drogę Krzyżową pielgrzymi przemierzali szybkim krokiem w milczeniu, nawet podczas aprobowanej przez muzułmańskie władze procesji wielkopiątkowej.
Droga krzyżowa z XIV stacjami została opracowana w XVI wieku na podstawie zapisów Biblii, apokryfów oraz tradycji najprawdopodobniej przez franciszkanów, na podstawie prac karmelity Johannesa van Paesschena The spiritual pilgrimage of Hierusalem, Christiana Kruika van Adrichema (Adrichomiusa) Jerusalem sicut Christi tempore flevit oraz manuskryptu z Sint-Truiden, która ich staraniem zaczęła się rozpowszechniać najpierw w Hiszpanii. Natomiast za twórcę drogi krzyżowej we współczesnym kształcie jest uważany św. Leonard z Porto Maurizio.
W samej Jerozolimie jeszcze na początku XVIII wieku trasa Drogi Krzyżowej nie była ostatecznie ustalona. Elzearius Horn w pisanej w latach 1724–1744 księdze Ichnographiae monumentorum Terrae Sanctae wytyczył nowy przebieg drogi krzyżowej z XIV stacjami, z których lokalizacja sześciu była odmienna od obecnej (jednakże nie jest wiadome, czy ten przebieg był stosowany wówczas w praktyce). Stacja II została przesunięta w obecne miejsce dopiero podczas II wojny światowej, natomiast pozostałe pięć stacji (III, IV, V, VII, IX) zostało umieszczone na współczesnych miejscach już w połowie XIX wieku.

## Stacje Drogi Krzyżowej
Droga Krzyżowa jest opisana we wszystkich kanonicznych Ewangeliach: Ewangelia wg św. Mateusza 27,26–33; Ewangelia wg św. Marka 15,15–22; Ewangelia wg św. Łukasza 23,24–32 oraz Ewangelia wg św.Jana 19,13–18.
| L.p.  | Stacja Drogi Krzyżowej                                                                   | Lokalizacja biblijna                                           | Aktualna lokalizacja                                                         | Zdjęcie |
| ----- | ---------------------------------------------------------------------------------------- | -------------------------------------------------------------- | ---------------------------------------------------------------------------- | ------- |
| I.    | Christus condemnatur ad mortem (Pan Jezus na śmierć skazany)                             | stacja biblijna Mt 27,26 Mk 15,15 Łk 23,24 J 19,16             | dziedziniec szkoły Umariya                                                   |         |
| II.   | Iesus suscipit crucem (Pan Jezus bierze krzyż na swoje ramiona)                          | stacja biblijna J 19,17                                        | zewnętrzna ściana kościoła Biczowania                                        |         |
| III.  | Iesus prima vice sub cruce labitur (Pan Jezus pierwszy raz upada pod krzyżem)            | stacja oparta na tradycji                                      | złamana kolumna na wejściu Via Dolorosa do Doliny Tyropeonu                  |         |
| IV.   | Iesus obviat matri (Pan Jezus spotyka Matkę swoją)                                       | stacja oparta na tradycji                                      | brama na dziedziniec ormiańskiego kościoła Matki Bożej Bolesnej              |         |
| V.    | Simon Cyrenaeus angariatur (Szymon z Cyreny pomaga nieść krzyż Panu Jezusowi)            | stacja biblijna Mt 27,32 Mk 15,21 Łk 23,26                     | przeciwne zbocze Doliny Tyropeonu                                            |         |
| VI.   | Veronica Christo sudarium porrigit (Święta Weronika ociera twarz Panu Jezusowi)          | stacja oparta na tradycji                                      | fragment kolumny w ścianie domu św. Weroniki                                 |         |
| VII.  | Iesus ad portam urbis Ierusalem cadit secundo (Pan Jezus po raz drugi upada pod krzyżem) | stacja oparta na tradycji                                      | Brama Sądu                                                                   |         |
| VIII. | Turba mulierum plangunt super Iesum (Pan Jezus pociesza płaczące nad nim niewiasty)      | stacja biblijna Łk 23,27–31                                    | kamień wmurowany w ścianę klasztoru prawosławnego św. Charałampiusza         |         |
| IX.   | Iesus tertio cadit ad ascensum Calvariae (Pan Jezus po raz trzeci upada pod krzyżem)     | stacja oparta na tradycji                                      | kolumna wmurowana w ścianę patriarchatu Koptyjskiego Kościoła Ortodoksyjnego |         |
| X.    | Iesus exuitur vestibus (Pan Jezus z szat obnażony)                                       | stacja biblijna Mt 27,35 Mk 15,24 Łk 23,34 J 19,23             | Bazylika Grobu Świętego Golgota                                              |         |
| XI.   | Iesus cruci affigitur (Pan Jezus okrutnie do krzyża przybity)                            | stacja biblijna Mt 27,35 Mk 15,24 Łk 23,33 J 19,23             | Bazylika Grobu Świętego kaplica Przybicia do Krzyża                          |         |
| XII.  | Iesus in cruce moritur (Pan Jezus umiera na krzyżu)                                      | stacja biblijna Mt 27,45–52 Mk 15,33–37 Łk 23,44–46 J 19,28–30 | Bazylika Grobu Świętego kaplica Ukrzyżowania                                 |         |
| XIII. | Corpus Christi de cruce deponitur (Pan Jezus z krzyża zdjęty)                            | stacja biblijna Mt 27,59 Mk 15,46 Łk 23,53 J 19,38             | Bazylika Grobu Świętego ołtarz Matki Bożej Bolesnej                          |         |
| XIV.  | Corpus Christi in sepulcro ponitur (Pan Jezus do grobu złożony)                          | stacja biblijna Mt 27,60 Mk 15,46 Łk 23,53 J 19,42             | Bazylika Grobu Świętego Grób Pański                                          |         |

## Nabożeństwo Drogi Krzyżowej
Nabożeństwo Drogi Krzyżowej w Jerozolimie odprawiane jest w każdy piątek o godzinie 16 (natomiast od końca października do końca marca o godzinę wcześniej) pod przewodnictwem franciszkanów. Podczas tego nabożeństwa, jako w jedynym miejscu na świecie, zapowiedź każdej kolejnej stacji zaczyna się od słowa TUTAJ. Oficjalna procesja jest prowadzona przez muzułmańską eskortę, ubraną w tradycyjne mundury z okresu osmańskiego, składające się z czerwonego fezu, haftowanej złotem kamizelki i luźnych niebieskich spodni, a jej przejście jest zapowiadane przez eskortę uderzeniami srebrnych lasek o ziemię. Udział w nabożeństwie Drogi Krzyżowej jest związany z możliwością uzyskania odpustu zupełnego.